# 馬克·葛瑞斯
馬克·尤金·葛瑞斯（英語：Mark Eugene Grace，1964年6月28日—），為前美國職棒大聯盟的一壘手。他生涯曾效力於小熊與響尾蛇兩隊。

## 職業生涯

### 芝加哥小熊
1985年美國職棒大聯盟選秀，葛瑞斯在第24輪被小熊選走。他在小聯盟待了三年，並於1988年登上大聯盟。1989年，他幫助小熊拿下國聯東區龍頭。他在1989年國家聯盟冠軍賽繳出6成47的打擊率，並打回了小熊在整個系列賽的一半分數，不過小熊最終仍以1勝4敗被巨人淘汰。
1993年，葛瑞斯繳出3成25的打擊率，並敲出193支安打，上壘率3成93，獲得71次保送，全部都是隊上最多。此外，他單季98分打點也寫下個人生涯新高。1995年，葛瑞斯繳出3成26的打擊率，並敲出聯盟最多的51支二壘安打。他在1993年和1995年都順利入選明星賽。

### 亞利桑那響尾蛇
2000年12月8日，未獲得小熊續約的葛瑞斯與響尾蛇簽下兩年600萬美元的合約。2001年世界大賽第四場，葛瑞斯敲出個人在洋基球場的第一轟。他在第七場率先敲安上壘，最終幫助響尾蛇逆轉洋基奪冠。
2002年9月，葛瑞斯在球隊落後18分時登板投球，並被道奇菜鳥捕手大衛·羅斯敲出大聯盟首轟。
2003年9月26日，葛瑞斯宣布退休。

### 教練生涯
退休後，葛瑞斯原本打算擔任響尾蛇的總教練，不過球隊最終選擇讓鮑勃·馬文執教。2014年，葛瑞斯在響尾蛇1A擔任打擊教練。他在2015年成為響尾蛇的打擊教練，後來在2016年被解雇。

## 生涯打擊成績
| 出賽次數 | 打席 | 打數 | 得分 | 安打 | 二安 | 三安 | 全壘打 | 打點 | 盜壘 | 保送 | 三振 | 打擊率 | 上壘率 | 長打率 | OPS  |
| -------- | ---- | ---- | ---- | ---- | ---- | ---- | ------ | ---- | ---- | ---- | ---- | ------ | ------ | ------ | ---- |
| 2245     | 9290 | 8065 | 1179 | 2445 | 511  | 45   | 173    | 1146 | 70   | 1075 | 642  | .303   | .383   | .442   | .825 |

## 個人生活
葛瑞斯在2009年獲得名人堂票選資格，但他只有獲得4.1%的得票率。他目前共有兩段婚姻，但最終都以離婚收場。
他在2011年和2012年都有酒駕被捕的記錄，他也在2013年被判處四個月的有期徒刑。

## 外部連結
- 馬克·格雷斯在美國職棒官網（英语）
- 馬克·格雷斯在Baseball-Reference.com（大聯盟）（英语）
- 馬克·格雷斯在Baseball-Reference.com（小聯盟以及海外聯盟）（英语）
- 馬克·格雷斯在ESPN（MLB）（英语）
- 馬克·格雷斯在FanGraphs.com（英语）
- 馬克·格雷斯在The Baseball Cube（英语）
- 馬克·葛瑞斯在台灣棒球維基館上的頁面（繁體中文）

| 奖项与成就            | 奖项与成就                 | 奖项与成就            |
| --------------------- | -------------------------- | --------------------- |
| 前任： Howard Johnson | 國聯單月最佳球員 1989年7月 | 繼任： Pedro Guerrero |
| 前任： Andújar Cedeño | 完全打擊 1993年5月9日      | 繼任： Jay Buhner     |